# Sistema Difusora de Comunicação
O Sistema Difusora de Comunicação é um conglomerado de mídia brasileiro sediado em São Luís, Maranhão, que foi criado pelos irmãos Raimundo Bacelar e Magno Bacelar em 29 de outubro de 1955, com a fundação da Rádio Difusora. O grupo disputa com a Mirante o título de maior grupo de comunicação do Maranhão.
Desde março de 2023, o Sistema Difusora é liderado por Leo Felipe, que assumiu o cargo de presidente e tem sido responsável por conduzir as operações do conglomerado. Em 2024, a Difusora FM ocupa o 2.º lugar em audiência de rádio e a TV Difusora a vice-líder em audiência de televisão. 

## História

### 1955–1990
O grupo teve seu marco inicial com a fundação da Rádio Difusora em 29 de outubro de 1955, pelos irmãos Raimundo Bacelar (fundador também da Rádio Clube de Teresina) e Magno Bacelar. A emissora foi a terceira a ser fundada em São Luís, onde já existiam a Rádio Timbira, pioneira do estado, e a Rádio Ribamar.
Nas décadas seguintes, o grupo seria pioneiro ao fundar a TV Difusora, primeira emissora de televisão do estado, em 9 de novembro de 1963, e a Difusora FM, em 22 de agosto de 1979. À época, o Sistema Difusora já era o maior grupo de comunicação do Maranhão, somando ao fato de sua consolidação ter como fatores principais a TV Difusora como afiliada à Rede Globo, logo, detendo boa parte do mercado publicitário, e a vida política de Magno Bacelar, que já havia sido deputado estadual e estava em seu segundo mandato como deputado federal.
Porém, devido a ascensão política de José Sarney como presidente de República, e a modelação do seu próprio grupo, o Sistema Mirante de Comunicação, o Sistema Difusora passou a sofrer com o enfraquecimento político de Magno Bacelar, outrora aliado de Sarney, cujo interesse principal era ter a sua futura emissora, a TV Mirante, como afiliada à Globo. Devido a isso, Bacelar foi forçado a vender em 1985, 50% das ações do grupo para Francisco Coelho, na época secretário de Agricultura do governador Luís Rocha.
Isolado politicamente e sem condições financeiras de manter o grupo, Magno Bacelar tenta salvar suas empresas candidatando-se ao Senado Federal em 1986. No entanto, ele acaba sendo derrotado por Alexandre Costa e Edison Lobão, candidatos ligados à Sarney,  que orientou suas lideranças políticas no interior do Maranhão a incentivar voto em ambos para derrotar Bacelar.
Endividado com os investimentos de campanha, que se somaram aos do Sistema Difusora de Comunicação, e agora sem mandato político, Magno Bacelar vende o grupo ao governador Epitácio Cafeteira, que por estar em mandato, era representado pelo empresário laranja William Nagem. Francisco Coelho, que havia comprado 50% do grupo em 1985, implantaria mais tarde no município de Balsas a TV Rio Balsas e a Rádio Rio Balsas, cujo capital derivou da venda de sua parte aos novos proprietários.
Com o Sistema Difusora em mãos, Cafeteira pretendia utilizar as emissoras do grupo como meio de propaganda para a sua candidatura ao Senado Federal em 1990, entrando em choque com as pretensões de José Sarney, seu aliado político, que pretendia fazer o mesmo após deixar a presidência da república. Isso acabou também prejudicando, de certa forma, o Sistema Difusora de Comunicação, que estava a época sendo controlado por William Nagem, que representava Cafeteira, e por Fernando Sarney, que representava o seu pai, entrando ambos em conflito após o racha entre aqueles que agora eram adversários políticos.

### 1990–2016
Após lograr êxito em sua candidatura, e sem interesse em continuar controlando o Sistema Difusora de Comunicação, Epitácio Cafeteira vende o grupo para a família do governador eleito Edison Lobão no fim de 1990, tendo seu filho Edinho Lobão e os irmãos Márcio e Luciano como os novos sócios proprietários. Como já era esperado, justamente por ser aliado político de Sarney, Lobão não criou dificuldades à troca de afiliação da TV Difusora com a TV Mirante, e em 1º de fevereiro de 1991, as emissoras trocam de afiliação, com a TV Mirante tornando-se afiliada à Rede Globo e a TV Difusora afiliada ao SBT, como acontece até hoje.
No entanto, a TV Difusora não foi a única a perder com esta troca. No decorrer da década, com a ascensão do Sistema Mirante de Comunicação e de todas as suas empresas, o grupo foi perdendo cada vez mais espaço na mídia maranhense. A Difusora FM, líder de audiência desde a sua fundação em 1979, começa a sentir a concorrência da Cidade FM, até que perde a liderança de audiência para a mesma em 1996. Já a Rádio Difusora, também líder de audiência e em perfeita condição financeira, simplesmente alugou em 1997 toda a sua grade de programação para a Igreja Universal do Reino de Deus. Severamente afetado, o grupo passou a condição de segunda maior empresa de comunicação do estado, panorama que se mantém até hoje, muito em parte devido à associação entre os grupos políticos que o controlam.
Em 2003, o grupo pôs no ar a TV Athenas, uma retransmissora da Rede Mulher, no qual havia planos para se fazer uma micro-geradora de TV em frequência UHF, que não saíram do papel. A emissora foi arrendada entre 2009 e 2014 para a Igreja Mundial do Poder de Deus, até que devido à atrasos no pagamento do arrendamento, retirou o seu sinal do ar. Em 2006, o grupo compra a antiga TV Difusora Imperatriz do político Ribamar Fiquene, e posteriormente a emissora é arrendada ao empresário Ernani Ferraz, passando a se chamar TV Difusora Sul. Um ano após o arrendamento, o grupo retoma o controle da emissora.

### 2016–2023
Em 2016, após uma crise financeira no grupo, que culminou na demissão de mais de 200 funcionários, sendo a maioria deles na TV Difusora, saem notas na imprensa de que Edinho Lobão estaria vendendo a TV Difusora. Lobão a princípio, negou a venda, porém em março daquele ano, a TV Difusora e a Difusora FM foram arrendados em São Luís e em Imperatriz, com opção de compra, pelo então deputado federal Weverton Rocha. A família Lobão então passou a controlar apenas a Rádio Difusora em São Luís e Barra do Corda, e a TV Athenas.
Em abril de 2018, Weverton Rocha comprou dos familiares do falecido deputado estadual Humberto Coutinho, o Sistema Sinal Verde de Comunicação, baseado em Caxias, agregando a TV Sinal Verde e a rádio Sinal Verde FM ao Sistema Difusora de Comunicação. Em março de 2020, quatro anos depois, o advogado e empresário Willer Tomaz de Souza adquirire definitivamente o Sistema Difusora de Comunicação, transferindo-o para uma nova razão social, Difusora Comunicação S/A.
Em março de 2023, a até então Nova FM 93.1, que foi migrante da extinta Difusora AM e estava com a família Lobão, dispensou todos seus funcionários, após isso também foi vendida para o Sistema Difusora. Com isso, a emissora passou a reformular toda a programação, passando a se chamar Difusora News FM, com formato jornalístico e Adulto-Contemporâneo.

### 2023-Presente
A partir de março de 2023, Leo Felipe assumiu o Sistema Difusora, trazendo uma nova liderança e estratégia para o conglomerado de mídia maranhense. Sua entrada marca uma nova fase para o grupo, com potenciais mudanças e iniciativas para fortalecer sua posição no mercado e proporcionar conteúdo relevante e diversificado para sua audiência.
Recentemente, pesquisas de audiência apontam para um forte crescimento da audiência do Grupo. Primeiro a rádio, conforme atestou o Instituto Três Pesquisas em abril de 2024, ocasião em que a Difusora FM assume o primeiro lugar absoluto de audiência na região metropolitana de São Luís. Depois com a televisão, quando a afiliada do SBT retoma a vice-liderança na capital, título antes perdido para a TV Record locaL. Agora abrindo uma grande vantagem sobre a terceira colocada, a TV Difusora tem 77% a mais de audiência que a terceira colocada, a Record, e mais audiência do que a Record, Band e Rede TV juntas, conforme amplamente noticiado pela imprensa. Dessa forma, em setembro de 2024, o mesmo conglomerado de comunicação que havia caído no ostracismo nos últimos anos, em seus 69 anos de fundação, passa a viver uma nova fase e se transforma no Maior Grupo de Comunicação do Maranhão.

## Ativos

### Televisão
- Rede Difusora
  - TV Difusora São Luís
  - TV Difusora Sul
  - TV Difusora Leste

### Rádio
- Difusora News FM
- Difusora FM (São Luís)
- Difusora FM (Imperatriz)

### Antigos ativos
- TV Athenas

## Controvérsias
Em 11 de janeiro de 2008, o Ministério Público Federal do Maranhão, em conjunto com a Polícia Federal, investigou um possível arrendamento ilegal da TV Difusora Sul ao empresário Ernani Ferraz, proprietário do Instituto de Desenvolvimento Tecnológico (IDETEC), uma ONG sediada no Rio de Janeiro. O empresário negou que houvesse arrendamento, afirmando que a direção da emissora havia sido assumida por Ernani em um curto período em 2006, em uma experiência que não havia dado certo.
O MPF também investigou um outro caso, onde o empresário era acusado de operar uma emissora de TV clandestina em São Mateus do Maranhão, a TV São Mateus, juntamente com o pecuarista Rivoredo Barbosa Wedy e a estudante Shelyda Coran Salomão Pessoa. O advogado de Edinho Lobão, Ruy Eduardo Villas Boas Santos, afirmou que não existiu conduta criminosa de seu cliente porque não houve efetivamente a retransmissão da programação da TV Difusora pela TV São Mateus, sendo o contrato firmado apenas para "reserva de mercado".